# Kobbeghem
Kobbeghem (Kobbegem en néerlandais, anciennement écrit Cobbeghem) est une section de la commune belge d'Asse située en Région flamande dans la province du Brabant flamand. C'était une commune à part entière avant la fusion des communes de 1977.

## Géographie
La commune de Kobbeghem est située dans la vallée du Malebeek. Le point le moins élevé de la commune se situe dans le coin Nord-Ouest à la frontière avec le village de Bollebeek à une altitude de 45m, tandis que le point culminant de la commune se trouve dans le coin Nord-Est à la frontière avec la commune de Brussegem à 75m.

### Évolution démographique
- Sources : INS, Rem. : 1831 jusqu'en 1970 = recensements, 1976 = nombre d'habitants au 31 décembre[2].

## Patrimoine
Au centre de la commune se situe l'église Saint Gaugericus, la brasserie Mort Subite, le bar 't Wit paard, le restaurant De Plezanten Hof, et le Kobbegem Hof
Une fois par an le village organise la foire de Kobbegem.